# تشاي كيون-باي
تشاي كيون-باي (الكورية: 채근배) (من مواليد 20 يونيو 1970) هو رامي كوري جنوبي شارك في الألعاب الأولمبية الصيفية 1992.

## روابط خارجية
- تشاي كيون-باي على موقع أوليمبيديا (الإنجليزية)